# 第谷·布拉厄
第谷·布拉厄（丹麥語：Tycho Brahe，丹麥語：[ˈtsʰykʰo ˈpʁɑːə] ⓘ，1546年12月14日—1601年10月24日），又譯第谷·布拉赫，丹麥貴族，天文學家兼占星術士和煉金術士。他最著名的助手是克卜勒。

## 生平

### 早年生活
第谷出生時叫「蒂厄」（Tyge），他約於15歲時將自己的名字拉丁化成為「第谷」（Tycho）。他的孿生兄弟產下即死，第谷曾經寫過一篇拉丁語寫成的悼文(Wittendorf 1994, p. 68)，在1572年出版。他的姐姐叫Kistine，妹妹叫索菲（Sophie）。第谷的父親奥特·布拉厄（Otte Brahe）是丹麥富有的贵族、宫廷重要人物，第谷之母贝亚特·克劳斯达特尔·比勒（Beate Clausdatter Bille）亦來自一個盛產神父和政治家的家族。
第谷後來記述說，其伯父约恩·蒂格森·布拉厄（Jørgen Thygesen Brahe）未經其父母同意就在第谷約兩歲時帶走了他。第谷跟沒有子女的伯父母约恩·布拉厄和英厄·奥克塞（Inger Oxe）生活。
1559年4月19日，第谷在哥本哈根大學展開其學業。他除了遵照叔父的意願修讀法律之餘，亦修讀了很多其他的科目，並對天文學引起興趣。1560年8月21日的日食特別引起了第谷的注意，於是他開始在一些教授的幫助下研究天文學。他購買了一個星曆表和一些書如Sacrobosco的Tractatus de Sphaera, Apianus' Cosmographia seu descriptio totius orbis和Regiomontanus的De triangulis omnimodis等。
|                      | 我研究過所有現有星表，但它們中沒有一個和另一個相同。用来测量天体的方法好比天文學家一般多，而且那些天文學家都一一反对。现在所需要的是一个長期的，从一个地点来测量的计划，来测量整个天球。 |
| ——17歲的第谷，1563年 | |

### 第谷的鼻子

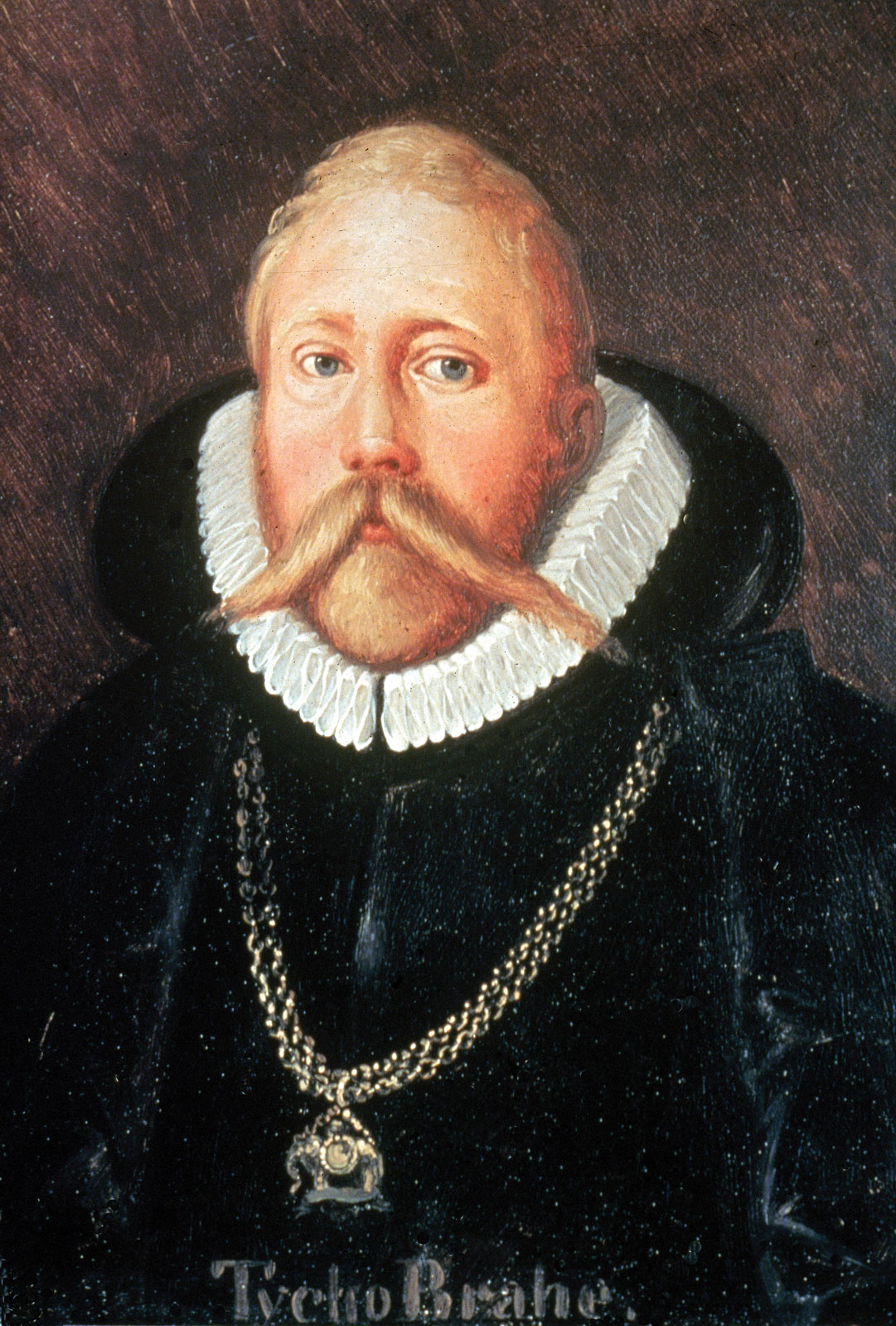
19世紀奧地利畫家愛德華·安德所繪的第谷畫像

1566年12月10月正在罗斯托克大学就读的第谷参加了卢卡斯·巴克迈斯特（Lucas Bachmeister）教授家的婚礼舞会，与丹麦贵族曼讷鲁普·帕尔斯贝格（Manderup Parsberg）发生了争吵。12月27日他们再度争吵。导致兩天後发生了決鬥。黑暗中的这场决斗使第谷失去了一部分鼻梁。之后第谷开始对醫學和煉金術产生了兴趣。据说在他的余生，他把一个銀和金做成的替代品粘在脸上以替代鼻梁。一些人，比如弗雷德里克·艾贺伦和塞西尔·亚当斯猜测假鼻子里也有銅。艾贺伦寫道，當1901年6月24日打开第谷的墓穴时，第谷的头骨上有綠色痕迹，这可能是銅绿引起的。塞西尔·亚当斯還提到了医学专家检验遗体时发现的綠色痕迹。一些歷史學家推測，他在不同的场合戴不同的假鼻梁，因为銅鼻梁會更舒適，也比貴金屬要轻。

### 家庭生活
他的叔叔和養父约恩·布拉厄於1565年死於肺炎，传说是为了救溺水的丹麥国王腓特烈二世受寒所致。第谷在1567年4月回家，他的父親希望他学习法律，但第谷被允許前往羅斯托克，然後到奧格斯堡（他在那裡建立一個大的象限仪）、巴塞爾和弗賴堡求学。在1570年結束，他被告知他的父親生病，所以他回到努斯托堡，而他的父親死於1571年5月9日。不久之後，他的另一個叔叔斯蒂恩在赫瑞巴德修道院幫助他建立天文台和煉金實驗室。
在努斯托堡，第谷和民女Kirsten Jørgensdatter墮入愛河。根據丹麥法律，貴族和民女如夫婦般生活着一起三年，就算是貴賤通婚。男方仍擁有貴族的地位，可是女方卻一直只能是平民。他們的子女雖然屬婚生子女，但是不但不會視為貴族，而且不能承繼他們父親的爵位、封號或土地財產。
1573年10月12日，Kirsten Jørgensdatter誕下了Kirstine（為紀念第谷的姐姐、13歲逝世的Kirstine Brahe而命名）。他们共育有三子五女。

### 逝世
第谷在布拉格出席宴會後突然腎病发作，11天後於1601年10月24日去世。第谷曾拒絕離開宴會，因為這本來是一個違反了禮儀的行為。在回到家之後，他再也無法小便，就算是一點點的量也帶來難以忍受的疼痛。在他去世前一天晚上，他患了精神錯亂，期間他常常聽到驚呼，他希望他此生沒有白活。臨死前他要求克卜勒完成Rudolphine表，並表示希望他採用第谷的行星系統，而不是哥白尼的。
現代的醫生將他的死歸咎於腎結石，但在1901年進行屍檢的過程中並沒有發現腎結石從他的身體被挖掘出來，而現代醫學的評估是，第谷更可能罹患尿毒症，最近的調查表明，第谷沒有死於泌尿系統的問題，而是從他的頭髮、鬍子發現汞劇毒的中毒現象結果，然而沒有定論。2010年2月，布拉格市政府批准丹麥科學家挖出遺體的請求，丹麥科學家在2010年11月和一個捷克團隊抵達奧胡斯大學，取骨頭、頭髮和服裝樣品進行分析，分析結果排除了中毒可能，團隊研判死因為膀胱破裂。
第谷的遺體目前埋葬在聖母教堂前的墓中、在布拉格天文鐘附近的老城廣場。

## 天文學

### 地心說

第谷系统

1577年一颗巨大彗星在丹麥上空，第谷首次將彗星視為獨立天體進行了觀測。第谷通過對彗星視動研究認為，彗星軌道不可能是完美圓周形，必然是被拉長的，且由視差判斷該彗星與地球距離比地月距離更遠。這是對亞里士多德天空完美無缺論的沉重打擊，後者曾堅持認為運動不定的彗星不能與其他天體的永恆性、規律性相一致，堅持彗星是一種大氣現象。
1583年，第谷出版《論彗星》一書，提出一種介於地心說與日心說之間的理論，認為地球作為靜止的中心，太陽圍繞地球作圓周運動，而除地球之外的其他行星圍繞太陽作圓周運動。
克卜勒多次嘗試令第谷接受日心說，但不成功。第谷相信他的第谷系統，中国明朝使用了主要依据第谷的观测结果而编制的时宪曆。由于相同的原因，他認為1572年出現的超新星不近地球。其論據為若地球一直在移動，天上的恆星應該會轉換位置，但第谷觀測不到這點。事實上，那是存在的，但用肉眼看不到。另一個方法是長期觀測200年，因為最近的星系比當時的天文學家想像中遠得多。當然，當時的人無法有這麼長期的數據。

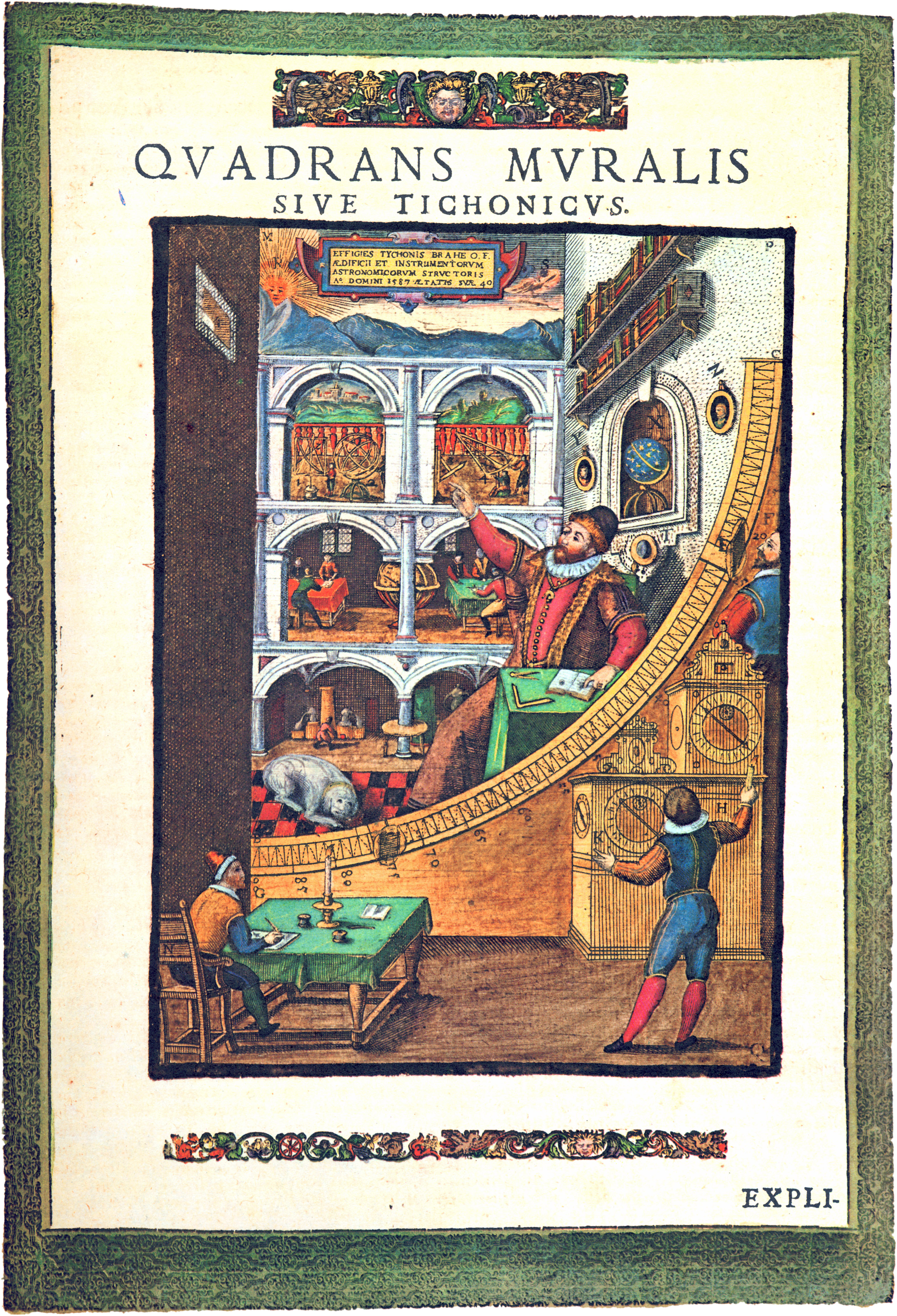
牆儀(第谷·布拉厄，1598)

### 第谷的觀測站
1574年，第谷發表於 1572年提出的意見，從他的第一個天文台在赫瑞巴德修道院。然後，他就開始講授天文，但放棄了它，1575年春季離開丹麥到國外旅遊。他首先拜訪了威廉四世領地黑森-卡塞爾伯國在卡塞爾的天文台，隨後又到法蘭克福、巴塞爾和威尼斯。在他的回歸，他打算搬遷到巴塞爾，但丹麥國王腓特烈二世决定挽留这位傑出的科學家，他提供了厄勒海峽中的汶岛以及資金第谷建立天文台。 第谷先后于1576年首先建立了烏拉尼堡天文台（以實驗室為他的煉金實驗中的地窖），1581年建立星堡天文台。与以往不同的是，第谷把烏拉尼堡天文台作為一個研究中心，在1576到1597年期间，先后有100多名学生及研究人员在这里工作。
腓特烈二世国王于1588年去世, 他11歲的兒子克里斯蒂安四世繼位，第谷的影響力从此不斷下降。經過幾次不愉快的爭執，第谷于1597年離開了汶岛。后来在1598年出版的著作《新天文学仪器》中，他对在烏拉尼堡与星堡天文台所使用的仪器设备进行了详细的总结和描述。
第谷1599年搬到布拉格，在神圣罗马帝国皇帝鲁道夫二世的资助下，第谷入住布拉格城50公里外的贝纳特屈城堡， 在那裡工作一年。皇帝再帶他回到布拉格，在那裡他一直呆到他的死亡。除了來自皇帝的支持，第谷得到的財政支持還來自幾個貴族，包括Oldrich Desiderius Pruskowsky von Pruskow，第谷在自己著名的《新天文学仪器》的感言向他致謝。作為回報他們的支持，第谷的職責包括為他的贊助人編寫一些事件如出生的天宮圖和命理推測、預測天氣、和用占星術解釋一些重大天文現象的含意，例如1572年超新星（有時被稱為第谷超新星）和1577年大彗星。

### 第谷超新星

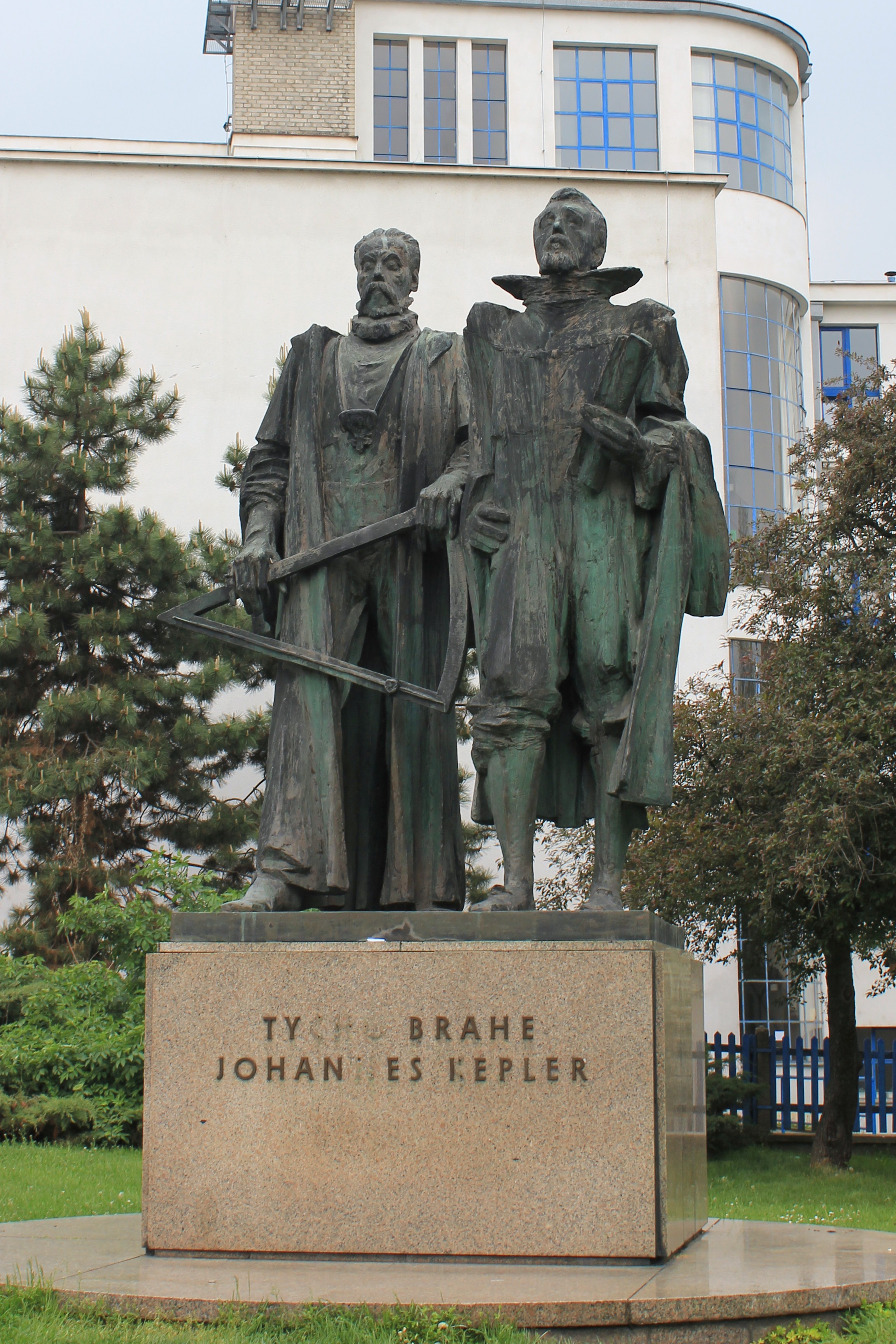
位在捷克布拉格的第谷和克卜勒紀念像

1572年11月11日，第谷觀察到一顆非常明亮的星星突然出現了在仙后座。因為自古人們就認為月球軌道以外的天體永不改變（亚里士多德學派世界觀中的基礎公理之一——天體不變），其他觀察者都認為該現象是因為大氣層中有點東西。可是第谷發現該物件的視差夜夜不變，便提出另一個說法——該物件距離地球頗遠。第谷認為近距離的物件應會轉移其位置。他出版了De Stella Nova（《新星》，1573年），決定了「nova」這個字作為「新」星的名字。（後來發現這顆星乃是超新星，現在稱為第谷超新星。）這個發現令第谷決定朝向天文發展。
第谷的發現誘發了詩人愛倫·坡的一首詩《艾爾·阿拉夫》。
雖然第谷的行星模型很快就名譽掃地， 但他的天文觀測對科學革命來說是個重要的貢獻，對第谷傳統的看法是，他主要是一個以進行精確和客觀的測量樹立新的標準的經驗主義者。這種評價起源於1654年皮埃爾·伽桑狄，及於1890年替其立傳的約翰·路易·埃米爾·德雷耳的傳記，這是長期工作的第谷最有影響力的時候。除了對天文學的貢獻，第谷認為占星術是一個非常重要的課題。第谷為何能作為一個成功的科學家?這取決於他嫻熟的政治技巧、獲得贊助資助他的工作

### 醫學、煉金術、和占星術
除了占星術，第谷也從事醫學和煉金術。他受到帕拉塞爾蘇斯的強烈影響，認為人體直接受到天體的影響。做為帕拉塞爾蘇斯的縮影，也分享了菲力浦梅蘭希頓，將占星術視同科學，試著將人體和宇宙的天體綁在一起，而這正是菲力浦梅蘭希頓和路德爭論的焦點。因此，他是夾在菲力浦梅蘭希頓和路德之間。至於第谷，一方面是經驗主義與自然科學之間的密切聯繫，另一方面是宗教和占星家。第谷利用他在烏拉尼堡的大草藥園，製作了幾種草藥，並用它們來治療發燒和瘟疫等疾病  。在他的時代，第谷也是以在醫學上的貢獻而著名；他的草藥到20世紀初還被使用著。在斯堪地納維亞的民間傳說中，從18世紀初開始，第谷日指的就是許多"倒楣的日子"，但這與第谷或他的任何作品都沒有直接的關聯  。不管是否因為他意識到占星術不是一門經驗主義的科學，還是因為他害怕宗教的反擊，第谷與他自己的占星工作有某種曖昧的關係。例如，他的兩篇占星術的論文，一個是關於天氣預報，另一個是一年的年曆，儘管事實上是他們兩個人合作完成，但都是以他助手的名義發表。 有些學者認為，他在職業生涯中對占星術失去了信心，而其他人則認為他只是改變了他與公眾溝通的主題，因為他意識到與占星術的聯繫可能會影響到他在天文觀測工作經驗上的收入。